# Criodion rhinoceros
Criodion rhinoceros là một loài bọ cánh cứng trong họ Cerambycidae.